# 懼乳：傷心的奶水
《懼乳：傷心的奶水》（西班牙語：La teta asustada）是秘魯導演克勞迪婭·略薩所執導的電影，於2009年上映。《懼乳：傷心的奶水》是根據《Entre Prójimos》改編 。
本片獲2009年柏林影展金熊獎。

## 外部連結
- 爛番茄上《懼乳：傷心的奶水》的資料（英文）
- 開眼電影網上《懼乳：傷心的奶水》的資料（繁體中文）
- 豆瓣电影上《伤心的奶水》的資料 （简体中文）
- 时光网上《伤心的奶水》的資料（简体中文）
- 互联网电影数据库（IMDb）上《懼乳：傷心的奶水》的资料（英文）